# 行 (コンピュータ)
コンピューティングにおいて、行（ぎょう、英語: line）とは、テキストファイルを構成する単位である。1つの行はゼロまたは1以上のキャラクタ（文字）が連続したものであり、通常、行ごとに単独の水平の列として表示される。
ファイルシステムやオペレーティングシステムによって、行の文字数が固定の場合と、行の長さが行ごとに異なっている場合とがある。固定長の行は「レコード」と呼ばれることもある。通常、可変長の行では、各行の終わりは改行コード（ラインフィード(LF)・キャリッジリターン(CR)）などの1つ以上の特殊な行末文字（EOL : end-of-line）によって示される。
0文字（行末文字を含めず）からなる行を空行（くうぎょう）という。制御文字などの非表示文字や空白文字だけからなる行も空行に含める場合がある。
テキストファイルを操作するツール（テキストエディタなど）の中には、行番号で行を参照する仕組みを提供するものがある。一部のプログラミング言語では行番号はプログラムの位置を特定するのに使われる。